# クリス・メドレン
クリストファー・アレン・メドレン（Kristopher Allen Medlen, 1985年10月7日 - ）は、アメリカ合衆国・カリフォルニア州ロサンゼルス郡アルテシア出身の元プロ野球選手（投手）。右投両打。

## 経歴

### プロ入りとブレーブス時代
2006年のMLBドラフト10巡目（全体310位）でアトランタ・ブレーブスから指名され、6月6日に契約。大学時代は遊撃手がメインだったが、投手としての指名だった。契約後、傘下のアパラチアンリーグのルーキー級ダンビル・ブレーブスでプロデビュー。20試合に登板して1勝0敗10セーブ・防御率0.41・36奪三振の成績を残した。
2007年はまずA級ローム・ブレーブスでプレーし、17試合に登板して0勝1敗8セーブ・防御率0.87・33奪三振と好投。7月にA+級マートルビーチ・ペリカンズへ昇格した。A+級マートルビーチでは18試合に登板して2勝0敗2セーブ・防御率1.12・28奪三振の成績を残した。8月にAA級ミシシッピ・ブレーブスへ昇格し、3試合に登板した。
2008年はAA級ミシシッピでプレー。この年からリリーフから先発に転向した。AA級ミシシッピでは36試合（先発17試合）に登板し、7勝8敗1セーブ・防御率3.52・120奪三振の成績を残した。
2009年はAAA級グウィネット・ブレーブスで開幕を迎えたが、5月21日にブレーブスとメジャー契約を結んでアクティブ・ロースター入りした。同日のコロラド・ロッキーズ戦で先発起用されメジャーデビュー。3回を3安打5失点5四球の乱調でメジャー初黒星を喫した。3度目の登板となった5月31日のアリゾナ・ダイヤモンドバックス戦で、6回を4安打1失点に抑え、メジャー初勝利を挙げた。6月に入るとリリーフとしての起用になった。この年は37試合（先発は4試合）に登板し、3勝5敗・防御率4.26・72奪三振の成績を残した。
2010年3月3日にブレーブスと1年契約に合意。開幕後はリリーフとして登板していたが、5月中旬から先発の起用も増え、6月にはローテーションに定着した。しかし、8月4日のニューヨーク・メッツ戦で右肘の内側側副靭帯を痛め、8月5日に15日間の故障者リスト入りした。試合後のMRI検査で右肘の内側側副靭帯は完全に断裂していないことがわかり、2・3週間のリハビリとなる予定だったが、8月15日にトミー・ジョン手術を行うことを発表し、8月18日に手術を行った。9月1日に60日間の故障者リストへ異動し、そのままシーズンを終えた。この年は31試合（先発は14試合）に登板し、6勝2敗・防御率3.68・83奪三振の成績を残した。
2011年2月22日にブレーブスと1年契約に合意。3月27日に前年の手術の影響で15日間の故障者リスト入りし、6月23日に60日間の故障者リストへ異動した。シーズン終盤の9月24日に復帰。リリーフとして2試合に登板し、防御率0.00だった。
2012年3月2日にブレーブスと1年契約に合意。3月29日にAAA級グウィネットへ異動し、そのまま開幕を迎えた。6月15日にメジャーへ昇格。昇格後はリリーフとして38試合に登板していたが、7月末に先発に転向。その後は9勝0敗・防御率0.97と目覚しい活躍を見せ、8月、9月と連続してピッチャー・オブ・ザ・マンスを受賞。この年は50試合（先発12試合）に登板し、10勝1敗1セーブ・防御率1.57・120奪三振の成績を残した。セントルイス・カージナルスとのワイルドカードゲームではロースター入りし、先発に起用されたが、6.1回を3安打5失点で敗戦投手となった。
2013年1月18日にブレーブスと260万ドルの1年契約に合意。この年は32試合に登板し、15勝12敗・防御率3.11・157奪三振の成績を残した。
2014年1月17日にブレーブスと580万ドルの1年契約に合意した。3月18日に二度目となるトミー・ジョン手術を行い、シーズンを全休することとなった。3月23日に手術の影響で15日間の故障者リスト入りした。3月26日に60日間の故障者リストへ異動し、そのままシーズンを終えた。オフの12月2日にノンテンダーFAとなった。

### ロイヤルズ時代
2014年12月18日にカンザスシティ・ロイヤルズと総額850万ドルの2年契約（2017年・1000万ドルのミューチュアル・オプション付き）を結んだ。
2015年7月20日のピッツバーグ・パイレーツ戦で2年ぶりのメジャー復帰登板を果たした。その後は先発とリリーフを兼任するような形で15試合に登板した（8試合で先発登板）。6勝2敗・防御率4.01・40奪三振という成績を残した。
2016年は登板機会が限定的であり、6試合の先発登板に留まった。投球内容も芳しくなく、1勝3敗・防御率7.77・WHIP2.06・18奪三振に対して20四球と荒れに荒れた。オフの11月3日にFAとなった。

### ブレーブス傘下時代
2017年1月27日にブレーブスとマイナー契約を結んだ。この年のメジャー登板は無く、マイナーではA+級フロリダ・ファイヤーフロッグス、AA級ミシシッピ、AAA級グウィネットでプレーし、3球団合計で20試合に先発登板して5勝8敗・防御率4.95・98奪三振の成績を残した。オフの11月6日にFAとなった。

### ダイヤモンドバックス時代
2018年1月23日にダイヤモンドバックスとマイナー契約を結び、スプリングトレーニングに招待選手として参加することになった。開幕は傘下のAAA級リノ・エーシズで迎え、5月4日にメジャー契約を結んでアクティブ・ロースター入りした。同日にヒューストン・アストロズ戦に先発登板し、4回を投げ7失点を喫した。これが現役最後の登板となった。5月27日に引退を表明した。

### 現役引退後
2023年よりバリー・スポーツ・サウス（旧名FOXスポーツ・サウス）のブレーブス戦中継のアナリストに就任した。

## 投球スタイル
右投手だが、左打者に対するチェンジアップが効果的で、対左打者を得意としている。

## 詳細情報

### 年度別投手成績
| 年 度    | 球 団    | 登 板 | 先 発 | 完 投 | 完 封 | 無 四 球 | 勝 利 | 敗 戦 | セ 丨 ブ | ホ 丨 ル ド | 勝 率 | 打 者 | 投 球 回 | 被 安 打 | 被 本 塁 打 | 与 四 球 | 敬 遠 | 与 死 球 | 奪 三 振 | 暴 投 | ボ 丨 ク | 失 点 | 自 責 点 | 防 御 率 | W H I P |
| -------- | -------- | ----- | ----- | ----- | ----- | -------- | ----- | ----- | -------- | ----------- | ----- | ----- | -------- | -------- | ----------- | -------- | ----- | -------- | -------- | ----- | -------- | ----- | -------- | -------- | ------- |
| 2009     | ATL      | 37    | 4     | 0     | 0     | 0        | 3     | 5     | 0        | 1           | .375  | 294   | 67.2     | 65       | 5           | 30       | 2     | 2        | 72       | 3     | 1        | 34    | 32       | 4.26     | 1.40    |
| 2010     | ATL      | 31    | 14    | 0     | 0     | 0        | 6     | 2     | 0        | 1           | .750  | 438   | 107.2    | 108      | 13          | 21       | 1     | 3        | 83       | 1     | 1        | 48    | 44       | 3.68     | 1.20    |
| 2011     | ATL      | 2     | 0     | 0     | 0     | 0        | 0     | 0     | 0        | 0           | ----  | 8     | 2.1      | 1        | 0           | 0        | 0     | 0        | 2        | 0     | 0        | 0     | 0        | 0.00     | 0.43    |
| 2012     | ATL      | 50    | 12    | 2     | 1     | 2        | 10    | 1     | 1        | 8           | .909  | 520   | 138.0    | 103      | 6           | 23       | 0     | 0        | 120      | 3     | 0        | 26    | 24       | 1.57     | 0.91    |
| 2013     | ATL      | 32    | 31    | 0     | 0     | 0        | 15    | 12    | 0        | 0           | .556  | 820   | 197.0    | 194      | 18          | 47       | 1     | 8        | 157      | 2     | 0        | 77    | 68       | 3.11     | 1.22    |
| 2015     | KC       | 15    | 8     | 0     | 0     | 0        | 6     | 2     | 0        | 0           | .750  | 243   | 58.1     | 56       | 6           | 18       | 0     | 2        | 40       | 3     | 0        | 30    | 26       | 4.01     | 1.27    |
| 2016     | KC       | 6     | 6     | 0     | 0     | 0        | 1     | 3     | 0        | 0           | .250  | 119   | 24.1     | 30       | 2           | 20       | 0     | 0        | 18       | 1     | 0        | 25    | 21       | 7.77     | 2.06    |
| 2018     | ARI      | 1     | 1     | 0     | 0     | 0        | 0     | 1     | 0        | 0           | .000  | 25    | 4.0      | 9        | 0           | 4        | 0     | 0        | 4        | 2     | 0        | 7     | 7        | 15.75    | 3.25    |
| MLB：8年 | MLB：8年 | 174   | 76    | 2     | 1     | 2        | 41    | 26    | 1        | 10          | .612  | 2467  | 599.1    | 566      | 50          | 163      | 4     | 15       | 496      | 15    | 2        | 247   | 222      | 3.33     | 1.22    |

- 各年度の太字はリーグ最高

### 表彰
- ナショナルリーグ・ピッチャー・オブ・ザ・マンス：2回（2012年8月、9月）

### 背番号
- 54（2009年 - 2013年）
- 39（2015年 - 2016年）
- 47（2018年）